# Höegh LNG
Höegh LNG Holdings Ltd är ett norskt gastankerrederi, som specialiserat sig på att äga och driva flytande LNG-terminaler. Höegh LNG har tio flytande LNG-terminaler, vilket gör det störst i världen på denna marknad, tillsammans med amerikanska Excelerate Energy.
Höegh LNG är ett systerföretag till Höegh Autoliners och har sitt ursprung i, och kontrolleras ytterst av, Leif Höegh & Co, som grundades 1927 av Leif Höegh. 

## Fartyg som seglar för Höegh LNG
I flottan ingår 2022 tio FSRU och två renodlade LNG-tankers. Flertalet fartyg helägs av Höegh LNG eller LNG Partners LP. Arctic Lady, Nepune och Cape Ann ägs till 50%, Arctic Princess ägs till 34%. Klaipėdos Nafta har deklarerat att företaget avser att utnyttja sin option att köpa Independence.
- 2006 – Arctic Princess, renodlad LNG-tanker
- 2006 – Arctic Lady, renodlad LNG-tanker
- 2009 – Cape Ann, flytande LNG-terminal i Kina
- 2009 – Neptune, från 2022 flytande LNG-terminal i Deutsche Ostseeterminal i Lubmin i Tyskland
- 2014 – Höegh Gallant, tidigare i Egypten, från slutet av 2021 på tioårskontrakt som flytande LNG-terminal i Old Harbour i Jamaica[2]
- 2014 – Independence, flytande LNG-terminal i Klaipėda i Litauen
- 2014 – PGN Lampung, flytande LNG-terminal på Sumatra i Indonesien
- 2015 – Höegh Grace, flytande LNG-terminal i Cartagena i Colombia
- 2017 – Höegh Giant, flytande LNG-terminal i Jaigarh Port i Maharastra i Indien
- 2018 – Höegh Gannet, flytande LNG-terminal i Santos i Brasilien
- 2018 – Höegh Esperanza, tidigare delvis flytande LNG-terminal i Kina i Tianjin i Kina, från 2023 flytande LNG-terminal i Wilhelmshaven
- 2019 – Höegh Galleron, delvis flytande LNG-terminal i Port Kembla i Australien